# فهرست پیش‌لرزه‌ها و پس‌لرزه‌های زمین‌لرزه توهوکو ۲۰۱۱

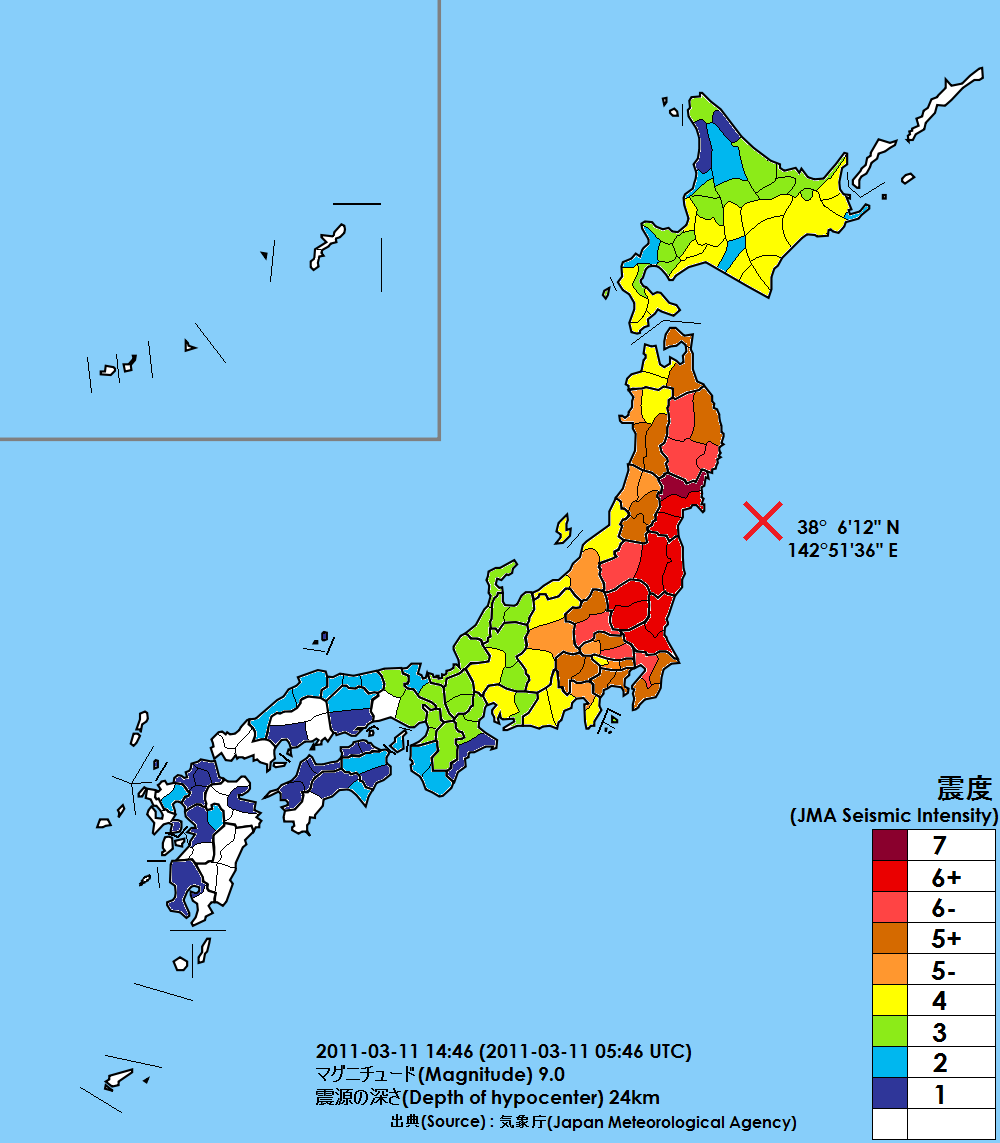
نمایش پراکندگی میزان شدت زمین‌لرزه اصلی (۱۱ مارس، ۱۴ و ۴۶ دقیقه) در خاک ژاپن بر اساس مقیاس شیندو

فهرست پیش‌لرزه‌ها و پس‌لرزه‌های زمین‌لرزه توهوکو ۲۰۱۱، آماری از لرزش‌های قبل و بعد از زمین‌لرزه بزرگ توهوکو ۲۰۱۱ ژاپن به دست می‌دهد. 
بر اساس گزارش آژانس هواشناسی ژاپن، زمین‌لرزه‌های بزرگی (بالای ۷ درجه، یا ۵ ضعیف در مقیاس شیندو) که از روز قبل تا روزهای بعد از زلزله بزرگ شرق ژاپن به وقوع پیوسته از قرار زیر است:
| ۹ مارس ۱۱ و ۴۵ دقیقه   | ساحل سان‌ریکو         | حدود ۱۰ کیلومتر | ۷٫۳ | ۵ ضعیف |  |  |
| ۱۱ مارس ۱۴ و ۴۶ دقیقه  | ساحل سان‌ریکو         | حدود ۲۴ کیلومتر | ۹٫۰ | ۷      |  |  |
| ۱۱ مارس ۱۵ و ۰۶ دقیقه  | ساحل سان‌ریکو         | حدود ۱۰ کیلومتر | ۷٫۴ | ۵ ضعیف |  |  |
| ۱۱ مارس ۱۵ و ۱۵ دقیقه  | ساحل استان ایباراکی  | حدود ۸۰ کیلومتر | ۷٫۴ | ۶ ضعیف |  |  |
| ۱۱ مارس ۱۵ و ۲۶ دقیقه  | ساحل سان‌ریکو         | حدود ۱۰ کیلومتر | ۷٫۵ | ۴      |  |  |
| ۱۱ مارس ۱۶ و ۲۹ دقیقه  | ساحل سان‌ریکو         | سطحی            | ۶٫۶ | ۵ قوی  |  |  |
| ۱۱ مارس ۱۷ و ۴۱ دقیقه  | ساحل استان فوکوشیما  | حدود ۳۰ کیلومتر | ۵٫۸ | ۵ قوی  |  |  |
| ۱۱ مارس ۲۰ و ۳۷ دقیقه  | ساحل استان ایواته    | حدود ۳۰ کیلومتر | ۶٫۴ | ۵ ضعیف |  |  |
| ۱۲ مارس ۰۳ و ۵۹ دقیقه  | مرکز استان نی‌ایگاتا  | حدود ۸ کیلومتر  | ۶٫۷ | ۶ قوی  |  |  |
| ۱۲ مارس ۰۴ و ۳۲ دقیقه  | مرکز استان نی‌ایگاتا  | حدود ۱۰ کیلومتر | ۵٫۸ | ۶ ضعیف |  |  |
| ۱۲ مارس ۰۵ و ۴۲ دقیقه  | مرکز استان نی‌ایگاتا  | سطحی            | ۵٫۳ | ۶ ضعیف |  |  |
| ۱۲ مارس ۲۲ و ۱۵ دقیقه  | ساحل استان فوکوشیما  | حدود ۴۰ کیلومتر | ۶٫۰ | ۵ ضعیف |  |  |
| ۱۲ مارس ۲۳ و ۳۵ دقیقه  | مرکز استان نی‌ایگاتا  | حدود ۱۰ کیلومتر | ۴٫۴ | ۵ ضعیف |  |  |
| ۱۳ مارس ۰۸ و ۲۵ دقیقه  | ساحل استان میاگی     | حدود ۱۰ کیلومتر | ۶٫۲ | ۵ ضعیف |  |  |
| ۱۴ مارس ۱۰ و ۰۲ دقیقه  | ساحل ایباراکی        | حدود ۱۰ کیلومتر | ۶٫۲ | ۵ ضعیف |  |  |
| ۱۵ مارس ۲۲ و ۳۱ دقیقه  | شرق شیزوئوکا         | حدود ۱۰ کیلومتر | ۶٫۴ | ۶ قوی  |  |  |
| ۱۶ مارس ۱۲ و ۵۲ دقیقه  | ساحل شرقی چیبا       | حدود ۱۰ دقیقه   | ۶٫۰ | ۵ ضعیف |  |  |
| ۱۹ مارس ۱۸ و ۵۶ دقیقه  | شمال ایباراکی        | حدود ۲۰ کیلومتر | ۶٫۱ | ۵ قوی  |  |  |
| ۲۳ مارس ۰۷ و ۱۲ دقیقه  | فوکوشیما             | سطحی            | ۶٫۰ | ۵ قوی  |  |  |
| ۲۳ مارس ۰۷ و ۳۶ دقیقه  | فوکوشیما             | حدود ۱۰ کیلومتر | ۵٫۸ | ۵ قوی  |  |  |
| ۲۳ مارس ۱۸ و ۵۵ دقیقه  | فوکوشیما             | حدود ۱۰ کیلومتر | ۴٫۷ | ۵ قوی  |  |  |
| ۲۴ مارس ۰۸ و ۵۶ دقیقه  | جنوب ایباراکی        | حدود ۵۰ کیلومتر | ۴٫۹ | ۵ ضعیف |  |  |
| ۲۴ مارس ۱۷ و ۲۱ دقیقه  | ساحل استان ایواته    | حدود ۲۰ کیلومتر | ۶٫۱ | ۵ ضعیف |  |  |
| ۲۸ مارس ۰۷ و ۲۴ دقیقه  | ساحل استان میاگی     | سطحی            | ۶٫۵ | ۵ ضعیف |  |  |
| ۳۱ مارس ۱۶ و ۱۵ دقیقه  | ساحل استان میاگی     | حدود ۴۰ کیلومتر | ۶٫۰ | ۵ ضعیف |  |  |
| ۱ آوریل ۱۹ و ۴۹ دقیقه  | استان آکیتا          | حدود ۱۰ کیلومتر | ۵٫۱ | ۵ قوی  |  |  |
| ۲ آوریل ۱۶ و ۵۶ دقیقه  | جنوب ایباراکی        | حدود ۵۰ کیلومتر | ۵٫۰ | ۵ ضعیف |  |  |
| ۷ آوریل ۲۳ و ۳۲ دقیقه  | ساحل استان میاگی     | حدود ۴۰ کیلومتر | ۷٫۴ | ۶ قوی  |  |  |
| ۹ آوریل ۱۸ و ۴۲ دقیقه  | ساحل استان میاگی     | حدود ۵۰ کیلومتر | ۵٫۴ | ۵ ضعیف |  |  |
| ۱۱ آوریل ۱۷ و ۱۶ دقیقه | فوکوشیما             | حدود ۶ کیلومتر  | ۷٫۰ | ۶ ضعیف |  |  |
| ۱۱ آوریل ۱۷ و ۱۷ دقیقه | فوکوشیما             | حدود ۱۰ کیلومتر | ۶٫۰ | ۵ ضعیف |  |  |
| ۱۱ آوریل ۱۷ و ۲۶ دقیقه | فوکوشیما             | سطحی            | ۵٫۶ | ۵ ضعیف |  |  |
| ۱۱ آوریل ۲۰ و ۴۲ دقیقه | شمال استان ایباراکی  | حدود ۱۰ کیلومتر | ۵٫۹ | ۵ ضعیف |  |  |
| ۱۲ آوریل ۰۷ و ۲۶ دقیقه | شمال استان ناگانو    | حدود ۲۰ کیلومتر | ۵٫۵ | ۵ ضعیف |  |  |
| ۱۲ آوریل ۰۸ و ۰۸ دقیقه | ساحل شرقی استان چیبا | حدود ۳۰ کیلومتر | ۶٫۳ | ۵ ضعیف |  |  |
| ۱۲ آوریل ۱۴ و ۰۷ دقیقه | فوکوشیما             | حدود ۱۰ کیلومتر | ۶٫۳ | ۶ ضعیف |  |  |
| ۱۳ آوریل ۱۰ و ۰۸ دقیقه | فوکوشیما             | حدود ۱۰ کیلومتر | ۵٫۸ | ۵ ضعیف |  |  |
| ۱۶ آوریل ۱۱ و ۱۹ دقیقه | جنوب استان ایباراکی  | حدود ۷۹ کیلومتر | ۵٫۹ | ۵ قوی  |  |  |
| ۱۷ آوریل ۰۰ و ۵۶ دقیقه | مرکز استان نی‌ایگاتا  | حدود ۸ کیلومتر  | ۴٫۹ | ۵ ضعیف |  |  |
| ۱۹ آوریل ۴ و ۱۴ دقیقه  | استان آکیتا          | حدود ۶ کیلومتر  | ۴٫۹ | ۵ ضعیف |  |  |
| ۲۱ آوریل ۲۲ و ۳۷ دقیقه | شرق استان چیبا       | حدود ۴۶ کیلومتر | ۶٫۰ | ۵ ضعیف |  |  |
| ۲۳ آوریل ۰۰ و ۲۵ دقیقه | ساحل استان فوکوشیما  | حدود ۲۱ کیلومتر | ۵٫۴ | ۵ ضعیف |  |  |
| ۶ می ۰۲ و ۰۴ دقیقه     | فوکوشیما             | حدود ۶ کیلومتر  | ۵٫۲ | ۵ ضعیف |  |  |
| ۲۵ می ۰۵ و ۴۰ دقیقه    | فوکوشیما             | حدود ۱۰ کیلومتر | ۵٫۱ | ۵ ضعیف |  |  |